# Alfred Krzystyniak
Alfred Krzystyniak (ur. 14 marca 1958 w Zielonej Górze, zm. 16 stycznia 2020 tamże) – polski żużlowiec.
Brat bliźniak Jana Krzystyniaka – żużlowca i trenera.
Przez całą swoją karierę reprezentował barwy Falubazu Zielona Góra (1978–84). Wraz z drużyna zielonogórską zdobył 2 złote medale Drużynowych mistrzostw Polski na żużlu w sezonach 1981 i 1982, oraz brązowy medal w 1979 roku. A.Krzystyniak jest również złotym i brązowym medalistą Młodzieżowych drużynowych mistrzostw Polski na żużlu z 1979 i 1980 roku. W roku 1980 awansował do finału Indywidualnych Mistrzostw Polski na żużlu w Lesznie, gdzie zajął 12. miejsce. Był członkiem kadry narodowej.